# 激録・世界の警察密着24時
『激録・世界の警察密着24時』（げきろく・せかいのけいさつみっちゃくにじゅうよじ）は、テレビ東京系列で2014年10月5日に『日曜ビッグバラエティ』枠で放送されたドキュメンタリー特別番組（いわゆる「警察24時」もの）である。

## 放送内容
「激録・警察密着24時!!」の海外版として、世界各国の警察官・捜査官たちに追跡する密着取材。また、海外では警察カメラが捉えた事件・事故の瞬間映像を取り上げられる。尚、スタジオでは、日本と外国の警察との違いを解説する。

## 出演

### 司会
- 沢村一樹
- 植田萌子（テレビ東京アナウンサー）

### ナレーター
- 佐藤政道
- 井上喜久子

## 放送リスト
| 回 | 放送日時                    | 取材した国の警察署 | ゲスト                                                           | 備考                   |
| -- | --------------------------- | --- | ---------------------------------------------------------------- | ---------------------- |
| 1  | 2014年10月5日 20:54 - 22:48 | - マイアミ・デイド警察（ アメリカ合衆国・フロリダ州） - タイ警察（ タイ） - インドネシア警察（ インドネシア） - イギリス警察（ イギリス）ほか | 峰竜太、アンガールズ、平愛梨、ホラン千秋、よこくめ勝仁（弁護士） | 日曜ビッグバラエティ枠 |

## スタッフ
第1回（2014年10月5日）放送分
- 構成：佐藤公彦、竹田慎、中川ゆーすけ
- 声の出演：青二プロダクション
- TD：吉田和雄
- CAM：徳織雅彦
- VE：佐原和彦
- MIX：佐藤達也
- LD：井町成宏
- TK：北爪美和
- 美術デザイン：植松淳
- 模型：ジバ総合美術工房
- 美術：小野清菜
- 美術進行：岩本朝美
- 技術協力：テクノマックス
- 美術協力：テレビ東京アート
- ロケ技術：池俊克、清原光彰
- タイトル：奥田真也
- CG：パークグラフィックス
- 音響効果：上口昭雄（SPOT）
- 編集・MA：ヴイ・ビジョンスタジオ
- 衣装協力：ETRO、BLONDY ReLISH、Fin、evelyn
- 映像協力：ITNソース/ロイター、AFP、Conus Archive
- コーディネーター：山本美和（GPA）、相田みのり
- 番宣：朴俊映（テレビ東京）
- デスク：露木彩乃（テレビ東京）
- AD：中野成美、岩佐義隆
- ディレクター：北澤陽一、舟木隆浩、金島豊、宋ギョンジュン
- 演出：井坂周二（テレビジョンフィールド）
- プロデューサー：清水昇（テレビ東京）、植原孝頼・黒田章博（2人共テレビジョンフィールド）
- チーフプロデューサー：深谷守（テレビ東京）
- 制作協力：Television Field
- 製作著作：テレビ東京